# Gryfino
Gryfino (tyska och äldre svenska: Greifenhagen) är en stad i Västpommerns vojvodskap i Polen och huvudstad i distriktet Powiat gryfiński. Tätorten hade 21 599 invånare 2014 och tillsammans med den omgivande landsbygden hade Gryfinos stads- och landskommun 32 181 invånare samma år.

## Geografi

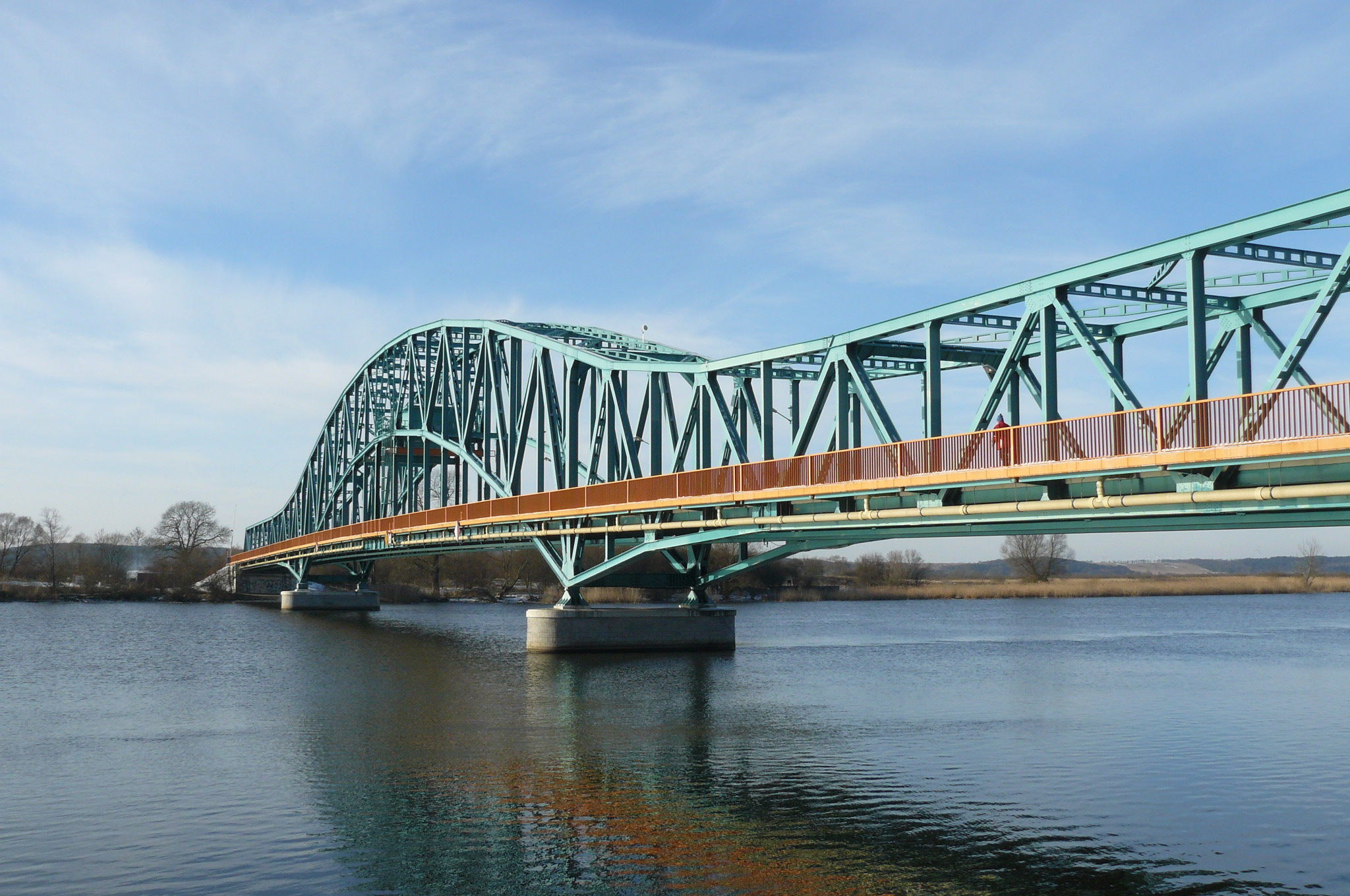
Bron över Oder.

Staden ligger på den östra sidan av floden Oders östra flodarm Reglitz, uppströms drygt 20 km söder om Szczecin. Väster om staden ligger Oders floddelta och via broar över Oders östra och västra flodfåra sammanbinds orten med gränsorten Mescherin på den tyska sidan. Nationsgränsen går sedan 1945 genom den västra flodfåran. Den östra armen vid Gryfino och floddeltat ligger därigenom helt på polskt territorium.

## Historia
Staden erhöll stadsrättigheter 1254 av hertigen Barnim I av Pommern. I början av 1300-talet anlades broar över Oder och tullarna från dessa var en viktig inkomstkälla under medeltiden. Under trettioåriga kriget besattes staden, som var befäst, 1630 av den kejserliga armén, men stormades juldagen samma år av svenskarna. Den 8 augusti 1659 intogs Greifenhagen av markgrevskapet Brandenburg och österrikarna under de Souches, men återlämnades i freden till Sverige, varefter befästningarna nödtorftigt underhölls. År 1675 bemäktigade sig kurfursten av Brandenburg Greifenhagen, som dock återkom till Sverige 1679, varefter försvarsverken fick förfalla. Staden blev en del av Preussen i freden i Stockholm 1720 och uppgick med Preussen 1871 i tyska kejsardömet.
Under preussiskt styre var Greifenhagen från 1815 en kretsstad i det preussiska regeringsområdet Stettin i provinsen Pommern. År 1900 hade staden 6 473 invånare.
Efter Tysklands nederlag i andra världskriget 1945 hamnade orten på den östra sidan av Oder-Neisse-linjen och tillföll genom Potsdamöverenskommelsen Polen. Staden heter sedan dess officiellt Gryfino, den polska namnformen.